# Діалоги кармеліток
«Діалоги кармеліток» (фр. Dialogues des Carmélites) — опера  на три дії, розділена на дванадцять сцен зі сполучними оркестровими інтермедіями. Музика та лібрето написані Френсісом Пуленком у 1956 році. Композитор написав лібрето до своєї другої опери за однойменним твором Жоржа Бернаноса. В опері розповідається вигадана версія історії про мучениць Комп'єня, монахинь-кармеліток, яких у 1794 році під час завершальних днів правління терору в часи Французької революції гільйотизували в Парижі за незгоду відмовитись від свого покликання.
Світова прем'єра опери відбулася (в перекладі на італійську мову) 26 січня 1957 року в міланському Ла Скала. Прем'єра французькомовної версії відбулася в Парижі 21 червня 1957 року. Прем'єра в США, англійською мовою, відбулася у Сан-Франциско у вересні 1957 року.

## Історія написання
У 1947 році Бернаноса найняли для написання кіносценарію за допомогою Раймонда-Леопольда Брукберґера та сценариста Філіппа Аґостіні за мотивами повісті Die Letzte am Schafott Гертруди фон Ле Форт. Новела заснована на історії про мучениць-монахинь кармеліток з міста  Комп'єня, на півночі Франції, під час Французької революції, а саме в 1794 році, коли держава захопила майно монастиря. В творі простежується вигаданий шлях від 1789 року до цих подій, коли монахині ордену кармеліток були гільйотиновані.
Сценарій був визнаний незадовільним для фільму. Бернанос помер 5 липня 1948 року. Згодом його літературний виконавець Альберт Беґен знайшов цей рукопис. Щоб допомогти родині Бернаноса, Беґен прагнув опублікувати твір і просив дозволу у Гертруди фон Ле Форт для публікації. У січні 1949 року вона погодилася і передала свою частину роялті, належну їй як творці оригінальної історії, вдові та дітям Бернаноса. Однак фон Ле Форт просила, щоб твір Бернаноса називався інакше, ніж її власна повість. Беґен вибрав «Діалоги кармеліток» як заголовок твору Бернаноса, який був опублікований у 1949 році. Німецький переклад твору «Благословенний страх» (нім. Die begnadete Angst) вийшов у 1951 році. Цюрих та Мюнхен побачили постановки «Благословенний страх» того ж року. Прем'єра на французькій сцені відбулася завдяки Жаку Геберто в травні 1952 року в театрі Геберто.
Ідея опери зародилася у 1953 році. Марґарита Волманн взяла свого чоловіка, президента Рікорді (видавнича фірма Пуленка), на виставу Бернаноса у Відні. Вона попросила Пуленка написати для неї ораторію; за дорученням Рікорді він розробив твір як оперу. Волмен була кінцевим продюсером прем'єри опери Пуленка в «Ла Скала», а згодом вона керувала відродженням у 1983 році в Ковент-Гардені. Приблизно в той же час М. Валькаренґі звернувся до Пуленка з дорученням написати балет для Ла Скали в Мілані.
Окремо Пуленк бачив виставу Бернаноса, але пропозиція Рікорді остаточно стимулювала написати на цю тему оперу. Пуленк почав переробляти текст Бернаноса навесні та влітку 1953 року, а музику писати у серпні 1953 року. У жовтні 1953 року Пуленк дізнався про суперечку в літературних правах між Беґеном та американським письменником Емметом Лавері, який раніше закріпив за нею всі права на театральні екранізації роману фон Ле Фор у квітні — травні 1949 року. Це не залежало від дискусії, проведеної в січні 1949 року між Бегеном та фон Ле Форт. Дворічна суперечка за літературні права між Беґеном і Лавері дійшла до арбітражу присяжними з Паризького видання «La Societé des Auteurs». 20 липня 1954 року присяжні одноголосно прийняли рішення на користь Лавері і наказало спадкоємцям Бернаноса виплатити Лавері 100 000 фунтів за минулі порушення дії контракту. Крім того, постанова вимагала від спадкоємців Бернаноса платити Лавері за всі майбутні постановки Dialoges des Carmélites, 15 % роялті від англомовних виробництв та 10 % за постановки на всіх інших мовах.
Пуленк скоротив роботу над своєю оперою в березні 1954 року у світлі його розуміння суперечки Бегена-Ловері. Після рішення від липня 1954 року між Бегеном і Лавері через його агента Марі Шебеко відбулися окремі переговори про права та авторські права, щоб дозволити Пуленку написати його оперу. Офіційна угода була датована 30 березня 1955 року і визнала Бернаноса, Лавері, фон Ле Форта, Брукбергера та Агостіні. Умови передбачали, що опера Пуленка була адаптована до Бернаноса «з дозволу мсьє Еммета Лавері», а Лавері перераховано в титрах після Бернаноса та перед фон Ле Фортом, без будь-якого внеску Лавері до лібрето. Потім Пуленк відновив роботу над оперою і завершив її в жовтні 1955 року.
У цей час Пуленк знову віддався духовності та римо-католицизму, хоча він відверто був геєм, а церква офіційно виступала проти гомосексуальності. Оперний критик Алан Річ вважає, що занепокоєння Пулена з приводу труднощів Франції після Другої світової війни, коли вона намагалася примирити питання, пов'язані з Голокостом, німецькою окупацією та Опором, були підтекстом опери. Волманн тісно співпрацювала з Пуленком під час композиційного процесу та розвитку структури, а також пізніше, коли вона ставила постановки в інших театрах. Лібрето є надзвичайно глибоким у своєму психологічному дослідженні контрастних персонажів Матері Марі де л'Інкарнасьон і Бланш де ла Форс. Родні Мілнес описує текст Бернаноса як «стислий і чіткий» і що, як і «всі гарні лібрето, він пропонує набагато більше, ніж зазначає».

## Аналіз
Пуленк виклав своє лібрето здебільшого в речитативній формі. Його власні релігійні почуття особливо яскраво проявляються в акапельній обстановці Ave Maria в II дії, II сцені та Корпусі Ave verum в II дії, IV сцені. Під час фінальної сцени опери, яка відбувається на площі Нації, неодноразово над оркестром лунає чіткий звук низхідного леза гільйотини, а також спів монахинь, яких беруть одна за одною, поки лише Сур Констанс і Бланш де ла Форс залишаються.
Пуленк визнав свою заборгованість перед Мусоргським, Монтеверді, Верді та Дебюссі у своїй присвяті опери з таким зауваженням:
«Ви повинні пробачити моїх кармелітів. Здається, вони можуть співати лише тональну музику».
Музичний критик Ентоні Томмасіні прокоментував оперу:
"Витончена і заплутана тональна мова Пуленка, по черзі, гімнальна і переслідуюча. Хоча оцінки для великого оркестру, інструменти якого часто використовуються в менших групах, вибраних для певних ефектів та забарвлень. Однак найвизначнішим елементом партитури є її дивовижно природний вокальний текст, який фіксує ритми та ліричний потік лібрето в промовистій музиці, яка навряд чи привертає увагу до себе, і все ще залишається з вами ".
Історик опери Чарльз Осборн писав:
«Невблаганний драматичний рух твору вражає, і в заключній сцені, в якій монахині проходять процесією до гільйотини, скандуючи «Слався, Царице» (лат. Salve regina), надзвичайно зворушливий. Пуленк також знайшов легкий та ефектний стиль, за допомогою якого можна без одноманітності переносити сцени монастирського життя».
Філіп Геншер прокоментував унікальне місце цієї опери у зображенні монастирського життя:
«… на відміну від будь-якої іншої опери про черниць, вона знаходить простір для серйозної дискусії про релігію та дію божественної благодаті, яка ніколи не є лише втішною: як важко бути добрим, як важко бути невпевненим у нагородах чесноти»

## Історія постановок
Пуленк висловив загальне побажання, щоб опера виконувалась простою мовою місцевої аудиторії. Таким чином, опера вперше була виконана в італійському перекладі в Ла Скалі 26 січня 1957 року. Із румунською сопрано Вірджинією Зеані у ролі Бланш. Оригінальна французька версія прем'єри відбулася 21 червня того ж року в Національному театрі Паризької Опери (нинішній Оперний театр Парижу), де Пуленк обрав паризький Діяорський склад, до якого увійшли Деніз Дюваль (Бланш де ла Форс), Реджин Креспін (Мадам Лідуан), Ріта Горр (Мати Марія) та Ліліан Бертон (Сестра Констанція).
Прем'єра в США відбулася через три місяці, 20 вересня, англійською мовою, в Опері Сан-Франциско, де відбувся дебют оперної сцени Леонтина Прайса (у ролі мадам Лідуан). Вперше опера була представлена в Нью-Йорку 3 березня 1966 року в постановці Нью-Йоркської опери. Вперше Метрополітен-опера поставила оперу в 1977 році у постановці Джона Декстера, виконаній в англійському перекладі Джозефа Макліса. Відродження цього виробництва 1980 року використовувало оригінальний французький текст. Подальші вистави до 2013 року, як правило, співаються в англійському перекладі. Відродження цієї постановки 2013 та 2019 використовувало оригінальний текст французькою мовою, а постановка 2019 року була включена як частина серіалу Live in HD для цього сезону.
Опера належить до порівняно невеликої кількості творів після Пуччіні, які ніколи не втрачали свого місця в міжнародному репертуарі.

## Ролі
| Роль                                                        | Тип голосу    | Світова прем'єра (співається італійською мовою) </br> Діяорський склад світової прем'єри </br> 26 січня 1957 (Мілан) </br> (диригент: Ніно Санзоньо) | Прем'єр оригінальної французької версії </br> Діяорський склад прем'єри Франції </br> 21 червня 1957 (Париж) </br> (диригент: П'єр Дерво) |
| ----------------------------------------------------------- | ------------- | --- | --- |
| Маркіз де ла Форс                                           | баритон       | Сципіон Коломбо | Ксав'є Депраз |
| Шевальє де ла Форс, його син                                | тенор         | Нікола Філакуріді | Жан Жиродо |
| Бланш де ла Форс / Сестра Бланш з агонії Христа, його дочка | сопрано       | Вірджинія Зеані | Деніз Дюваль |
| Тьєррі, лакей                                               | баритон       | Армандо Манеллі | Мішель Форель |
| Мадам де Круассі, настоятелька монастиря                    | контральто    | Джанна Педерзіні | Деніз Шарлі |
| Сестра Констанція з Сен-Дені, молода послушниця             | сопрано       | Євгенія Ратті | Ліліан Бертон |
| Мати Марія з Втілення, субприорес                           | меццо-сопрано | Gigliola Frazzoni | Ріта Горр |
| М. Javelinot, лікар                                         | баритон       | Карло Гасперині | Макс Конті |
| Мадам Лідоан / Мати Марія Св. Августина, нова пріоресса     | сопрано       | Лейла Генсер | Реджин Креспін |
| Мати Жанна від Святої Дитини Ісуса, найстарша черниця       | контральто    | Вітторія Паломбіні | Джанін Фур'є |
| Сестра Матільда                                             | меццо-сопрано | Фіоренца Коссотто | Жизель Десмутьє |
| Капелан монастиря                                           | тенор         | Альвіно Манеллі | Мішель Форель |
| Перший комісар                                              | тенор         | Антоніо Піріно | Рафаель Романьйоні |
| Другий комісар                                              | баритон       | Артуро Ла Порта | Чарльз Пол |
| Офіцер                                                      | баритон       | Мікеле Каццато | Жак Марс |
| Тюремник                                                    | баритон       | | |
| Кармеліти, офіцери, в'язні, городяни                        |               | | |

## Сюжет
Місце: Париж і Комп'єн, 1789–94
Час: під час Французької революції

### Дія 1
На противагу Французькій революції, коли натовпи зупиняють вагони на вулиці, а на аристократів нападають, патологічно сором'язлива Бланш де ла Форс вирішує відступити від світу і увійти в монастир кармеліток. Настоятелька повідомляє їй, що орден кармелітів не є притулком; обов'язок черниць охороняти Орден, а не навпаки. У монастирі балакуча сестра Констанція каже Бланш (на здивування), що їй снилося, що вони вдвох помруть молодими разом. Бланш віддають під опіку матері Марії. Мати-настоятелька помирає у великій муці, кричачи у своєму маренні, що, незважаючи на довгі роки служіння Богові, Він покинув її. Бланш і мати Марія, які є свідками її смерті, вражені.

### Дія 2
Сестра Констанція зауважує Бланш, що смерть настоятельки здалася їй негідною, і припускає, що їй дали неправильну смерть, як можна було б дати неправильне пальто в гардеробі. Вона сказала, що, можливо, комусь ще здасться смерть напрочуд легкою. Можливо, ми вмираємо не заради себе, а одне для одного.
Брат Бланш, Шевальє де ла Форс, прибуває, щоб повідомити, що їхній батько вважає, що Бланш повинна вийти з монастиря, оскільки вона там не в безпеці (бувши одночасно аристократом і членом релігійної громади, в часи антиаристократії у наростаючих революційних припливах). Бланш відмовляється, кажучи, що вона знайшла щастя в ордені кармелітів. Пізніше вона зізнається матері Марії, що саме страх (або сам страх страху, як це виражає Шевальє) не дає їй піти.
Капелан оголошує, що йому заборонено проповідувати (імовірно через те, що він не був присяжним за цивільною конституцією духовенства). Черниці зауважують, як страх править країною, і ніхто не має сміливості заступитися за священиків. Сестра Констанція запитує: «Чи не залишилося чоловіків, щоб прийти на допомогу країні?» «Коли бракує священиків, мученики є надмірними», — відповідає нова настоятелька. Мати Марія каже, що кармеліти можуть врятувати Францію, віддавши своє життя, але Мати-настоятелька виправляє її: заборонено обирати мученицю; Бог вирішує, хто буде замучений.
Приїжджає поліцейський і повідомляє громаді, що Законодавчі збори націоналізували монастир та його майно, а черниці повинні відмовитись від своїх релігійних звичок. Коли мати Марія незгоджується, офіцер глузує з неї, що вона прагне одягатися, як усі. Вона відповідає, що черниці продовжуватимуть служити, як би вони не були одягнені. «Люди не потребують слуг», — гордовито проголошує офіцер. «Ні, але вони дуже потребують мучеників», — відповідає мати Марі. «У такі часи смерть — це ніщо», — говорить він. «Життя — це ніщо, — відповідає вона, — коли воно так занепало».

### Дія 3
За відсутності нової пріореси, мати Марія пропонує черницям прийняти мученицьку обітницю. Однак усі повинні погодитися, інакше мати Марія не наполягатиме. Проводиться таємне голосування; є один голос проти. Сестра Констанція заявляє, що це вона проти, і що вона передумала, так що обітниця може продовжуватись. Бланш тікає з монастиря, а мати Марі йде шукати її, знаходячи в бібліотеці батька. Її батька гільйотиновано, а Бланш змушена служити своїм колишнім слугам.
Всі монахині заарештовані та засуджені до смерті, але мати Марія на момент арешту відсутня. Отримавши новину, капелан каже, оскільки Бог вирішив помилувати її, вона не може добровільно стати мученицею, приєднавшись до інших у в'язниці.
На місці страти одна черниця за іншою встає і повільно рухається до гільйотини, коли всі співають «Слався, Царице». В останню мить Бланш з'являється на радість Констанції, щоб приєднатися до своїх засуджених сестер. Побачивши страту всіх інших монахинь, коли вона піднімається на ешафот, Бланш співає останню строфу «Я прийшов Дух Творця» (лат. Veni Creator Spiritus), «Слава Богу Отцеві ...» (лат. Deo Patri sit gloria…), католицький гімн, традиційно використовуваний при прийнятті обітниць у релігійній громаді і пропонуючи своє життя Богові.

## Записи
Аудіо
- Деніз Д'ЮВАН, Régine Crespin, Деніз Шарлі, Ліліан Бертон, Рита Горр, Xavier Depraz, Пол Finel, Мішель Форель, Луї Rialland, Джанін Fourrier, Gisele Desmoutiers, і ін.; Оркестр та хор Національної опери Парижу; П'єр Дерво, диригент (HMV / EMI / Warner Classics)
- Кетрін Дюбоск, Мішель Сенешаль, Франсуа ле Ру, Ріта Горр, Хосе ван Дам, Рейчел Якар, Мартін Дюпюї та ін.; Оркестр і хор Ліонської опери; Кент Нагано, диригент (Virgin Classics)
- Катрін Уін-Девіс, Ешлі Холланд, Пітер Вед, Гері Коуард, Фелісіті Палмер, Джозефіна Барстоу, Орла Бойлан, Сара Тайнан, Джейн Пауелл, Енн Марі Гіббонс, Райланд Девіс, Вільям Бергер, Джеймс Едвардс, Роланд Вуд, Тобі Стаффорд-Аллен, Девід Стефенсон; Оркестр та хор Англійської національної опери; Пол Даніель, диригент («Чандос», « Кармеліти», співається англійською мовою)
- Саллі Меттьюз, Дебора Поласкі, Хайді Бруннер, Мішель Брід, Хендріке ван Керкхоув, Ян Беурон, Магдалена Анна Гофман, Кріста Раценбек, Юрген Захер та ін.; Симфонічний оркестр Віденського радіо та хор Арнольда Шенберга; Бертран де Біллі, диригент (Oehms Classics)

Відео
- Ізобель Бьюкенен, Хізер Бегг, Джоан Сазерленд, Лоун Коппел, Енн-Марі Макдональд, Річард Грегер, Пол Ферріс, Джеффрі Чард та ін.; Хор та оркестр опери Австралії; Річард Бонінге, диригент; Ілля Мошинський, режисер (Kultur, 1984, співається англійською мовою)
- Енн-Софі Шмідт, Патрісія Петібон, Надін Деніз, Лоуренс Дейл та ін.; Хор Національної опери в Рейні та Страсбурзької філармонії; Ян Латем-Кеніг, диригент; Марта Келлер, режисер (Arthaus, 1998)
- Дагмар Шелленбергер, Аня Сіля, Барбара Девер, Лаура Айкін, Гвін Гейєр, Гордон Гіц, Крістофер Робертсон, Маріо Болоньєзі та ін., Хор та оркестр Ла Скала, Мілан; Ріккардо Муті, диригент; Роберт Карсен, режисер (TDK, 2007)
- Олексія Вулгаріду, Кетрін Гарріс, Ен Шваневілмс, Габріеле Шноут, Яна Бюхнер, Микола Шлкофф, Вольфганг Шене та ін.; Гамбурзька філармонія та хор Гамбурзької державної опери; Сімона Янг, диригент; Ніколаус Ленхофф, режисер (Arthaus, 2010)
- Сьюзен Ґріттон, Сільві Брюне, Сойл Ізокоскі, Сюзан Ресмарк, Елен Гільмет, Бернард Ріхтер, Ален Вернес та ін. Кент Нагано, диригент; Дмитро Черняков, режисер (Bel Air Classiques, 2011)
- Véronique Gens, Sophie Koch, Sandrine Piau, Patricia Petibon, Rosalind Plowright, Topi Lehtipuu та ін.; Оркестр Філармонії та хор Театру Єлисейських полів; Жеремі Рорер, диригент; Олів'є Пай, режисер (Erato, 2014)